# Engelsen (volk)
Engelsen zijn de bewoners van Engeland, het grootste land binnen het Verenigd Koninkrijk.

## Oorsprong
De Engelsen zijn een samensmelting van Jutten, Saksen, Friezen en Angelen van het vasteland die de Romeinse provincia Britannia binnenvielen na 400 toen de Romeinen het eiland onverdedigd achterlieten. Deze hadden hun legioenen teruggehaald naar Gallia om daar ingezet te worden bij de verdediging tegen de 'barbaren' en in de vele onderlinge oorlogen van de elkaar snel opvolgende keizerlijke usurpators.
De binnenvallende Germanen verdreven de 'Romano-Britten' grotendeels naar de uithoeken van het land zoals Cornwall, Wales en Schotland. Ook vond er assimilatie plaats van de achterblijvers en de veroveraars. In later eeuwen vielen er nog Vikingen in grote aantallen binnen en rond 1000 voegden zich nog Normandiërs bij de smeltkroes. Al deze invasies hebben bewerkstelligd dat het Engelse volk zodoende veel verschillende voorouders heeft. Recent genetisch onderzoek heeft uitgewezen dat de moderne Engelsen grotendeels Germaans zijn maar dat er ook nog steeds een behoorlijke Keltische inbreng is.